# Erythrodontium squarrosum
Erythrodontium squarrosum är en bladmossart som beskrevs av Jean Édouard Gabriel Narcisse Paris 1904. Erythrodontium squarrosum ingår i släktet Erythrodontium och familjen Entodontaceae. Inga underarter finns listade i Catalogue of Life.